# 김창오
김창오(한국 한자: 金昌五, 1978년 1월 10일 ~ )는 대한민국의 전 축구 선수이며, 포지션은 공격수였다.